# Radical 183
Le radical 183, qui signifie le vol, est un des 11 des 214 radicaux chinois répertoriés dans le dictionnaire de Kangxi composés de neuf traits.
Le caractère Unicode de 飛 est 98DB.

## Caractères avec le radical 183
| nombre de traits          | caractères |
| ------------------------- | ---------- |
| Sans trait supplémentaire | 飛 飞      |
| 12 traits supplémentaires | 飜         |
| 18 traits supplémentaires | 飝         |